# 中務省
中務省是日本依照律令制所設置的八省之一，長官為相當正四位上的中務卿（唐名：中書令、門下侍中等），唐名為中書省、紫微省、殿中省、鳳閣，該部門的職務是負責輔佐天皇、發布詔勅與敘位等等一切和朝廷相關職務，為八省之中最為重要的省。「中」即為禁中之意。

## 簡介
中務省（ナカノマツリゴトノツカサ）是負責輔佐天皇、發布詔勅與叙位等等一切和朝廷相關職務，為八省之中最為重要的省。一說在大寶律令以前與宮內省一同位居六省之上。
因此該機關的長官——中務卿（正四位上）自平安時代以來便從四品以上的親王之中任命，如果出缺時沒有適當的親王可出任的話就任其出缺。
此外該機關負責從詔勅的施行到後宮女官的人事等朝廷的事務，置有輔（すけ）、丞（じょう）、錄（さかん）等四等官（與其他八省的相較之下，其官位相當在制定上較為高階。），以及作為天皇近侍的侍從，負責宮中警備、雜役以及行幸時之警備工作的內舍人，詔勅、宣命及製作位記的內記，此外還有負責大藏省與内藏寮（くらりょう）等的出納事宜的監物，負責驛鈴與傳符之出納的主鈴及典鑰等中務省的品官（ほんかん）。此外，擔任天皇側近的侍從及負責天皇警備的內舍人有帶劍之義務。
該省的屬官之官司在令制裡從1職6寮3司整併為1職6寮。

## 大輔以下之官員
該省在大輔以下的官員如下：
- 四等官
  - 大輔（正五位上）…一人
  - 少輔（從五位上）…一人
  - 大丞（正六位上）…一人
  - 少丞（從六位上）…二人
  - 大録（正七位上）…一人
  - 少録（正八位上）…三人

註：大輔與少輔之後也有設置權官
- 史生
- 省掌
- 使部
- 直丁

- 侍從（從五位下）…大寶律令制定時為八人，後增額到二十人
- 內舍人…大寶律令制定時為九十人，後規定員額有所增減。
- 內記
  - 大內記（正六位上）…二人
  - 中內記…大寶律令制定時為二人，之後撤銷此職
  - 少內記（正七位上）…二人
- 監物
  - 大監物（從五位下）…一人
  - 中監物…大寶律令制定時為四人，之後撤銷此職
  - 少監物（正七位下）…四人。
  - 監物主典（從七位下）…新設
- 主鈴
  - 大主鈴（正七位下）…二人
  - 少主鈴（正八位上）…二人
- 典鑰
  - 大典鑰（從七位下）…二人
  - 少典鑰（從八位上）…二人

## 中務省屬官的官廳
- 中宮職
- 大舍人寮（令制中分為左大舍人寮、右大舍人寮）
- 圖書寮（ずしょりょう）
- 内藏寮（くらりょう）
- 縫殿寮（ぬいどのりょう）
- 陰陽寮
- 内匠寮（たくみりょう）※ 令外官
- 畫工司：808年（大同3年）與内匠寮合併
- 内藥司：896年（寛平8年）與宮內省的典藥寮合併
- 内禮司：808年（大同3年）與彈正臺合併